# Антоніу Суаріш душ Рейш

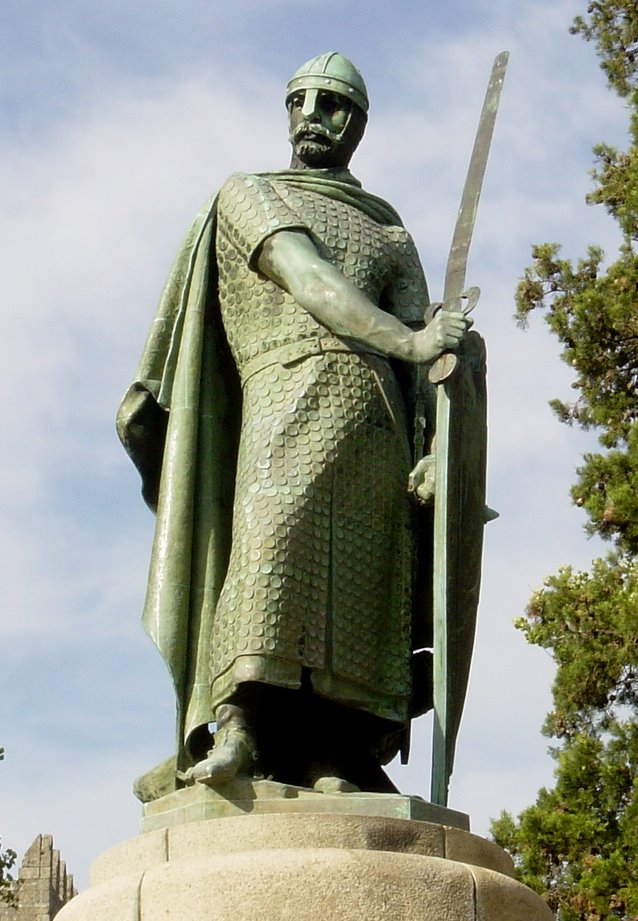
Пам'ятник Афонсу I Великому в Лісабоні

Антоніу Мануел Суаріш душ Рейш ( порт. António Manuel Soares dos Reis 14 жовтня 1847, Мафамуде поблизу Порту — 16 лютого 1889, Віла-Нова-ді-Гая) — португальський скульптор, один із провідних представників португальської реалістичної скульптури. 

## Життєпис
З 1860 року почав навчатися в Академії витончених мистецтв по класу скульптури в Порту, яку закінчив у 1866 році. Наступного року вирушив до Парижу, де протягом 3-х років продовжував працювати й удосконалювати свою майстерність. 
1871—1872 роки провів у Римі. Саме там він створив свої кращі роботи з каррарського мармуру, в тому числі відому скульптуру «O Desterrado» («Знедолені»), що поєднала в собі неокласичний, романтичний і реалістичний стилі, шедевр португальської скульптури. 
Після Італії повернувся на батьківщину в Порту, де став володарем декількох нагород за досягнення в мистецтві. 
З 1880 року — професор Академії образотворчих мистецтв у Порту. 
У 1889 році покінчив життя самогубством у власній майстерні у Віла-Нова-ді-Гая. 

## Вибрані роботи
- Пам'ятник Афонсу I Великому у Лісабоні.
- Скульптура «O Desterrado» («Знедолені»).
- Пам'ятник Феліш де Авелар Бротеру у м. Коїмбра
- Скульптурні бюсти в Палаці Біржі (Паласіо да Болсам) у Лісабоні на площі Інфанта Енрікеша, внесеного до списку споруд Всесвітньої спадщини ЮНЕСКО .

## Пам'ять

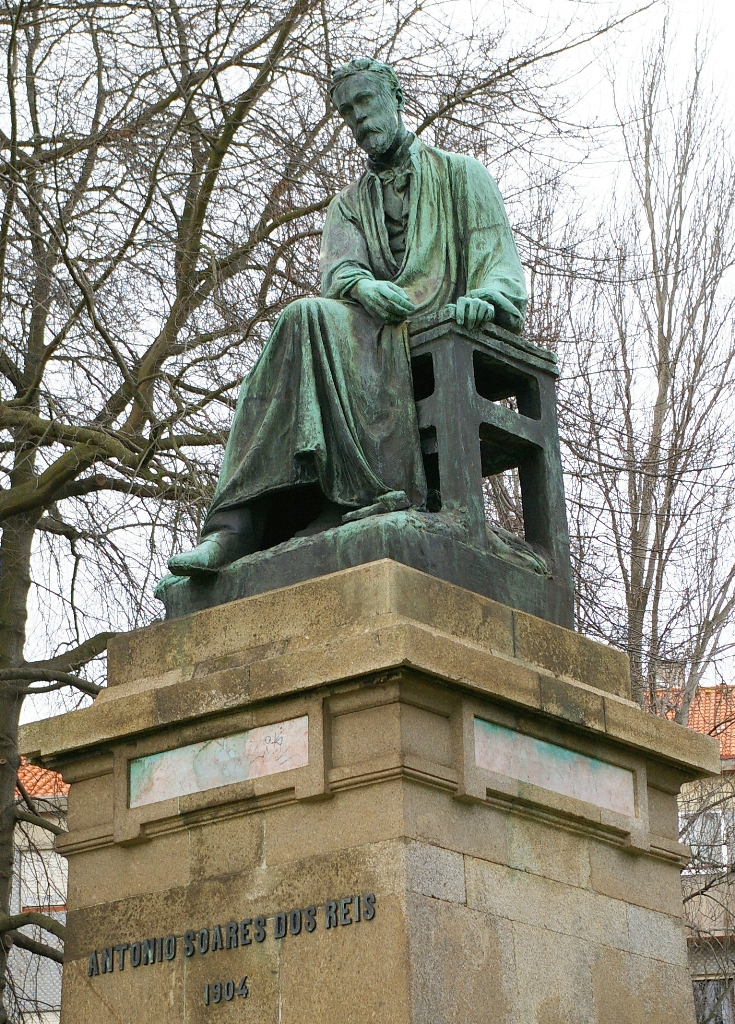
Пам'ятник Суарешу душ Рейшу у Віла-Нова-ді-Гая

У 1911 році «Музей міста Порту» був перейменований на честь видатного скульптора у «Національний музей Суареш-душ-Рейш». У його колекції зберігається велика частина творчого доробку майстра. 